# Christine Neugebauer-Maresch
Christine Neugebauer-Maresch (* 5. Juli 1956 in Wien) ist eine österreichische Prähistorikerin mit dem Forschungsschwerpunkt Paläolithikum.

## Leben
Kindheit und Jugend verbrachte Christine Maresch in Wien. Nach dem Studium der Ur- und Frühgeschichte, Anthropologie und Klassischen Archäologie an der Universität Wien (1974–1981) übte sie mehrere Jahre lang freiberuflich Tätigkeiten in der Forschungsassistenz, als Grabungs- und Projektleiterin aus. Zu den Projekten gehörte die Gestaltung des Weinstadtmuseums in Poysdorf und des Urzeitmuseums in Nußdorf ob der Traisen. 1981 wurde sie mit der Dissertation „Archäologisches Fundmaterial der Grabungen 1975–78 aus den jungsteinzeitlichen Befestigungsanlagen Falkenstein-Schanzboden, Niederösterreich“ zum Dr. phil. promoviert.
Seit 1988 ist sie Lehrbeauftragte am Institut für Anthropologie und seit 1994 am Institut für Ur- und Frühgeschichte der Universität Wien.
1999 wurde sie wissenschaftliche Angestellte und Leiterin der Arbeitsgruppe Paläolithikum der Prähistorischen Kommission an der Österreichischen Akademie der Wissenschaften, heute ist sie Leiterin der Forschungsgruppe Quartärarchäologie am Institut für Orientalische und Europäische Archäologie der Österreichischen Akademie der Wissenschaften. Seit 2002 ist sie Ausschussmitglied der Österreichischen Gesellschaft für Ur- und Frühgeschichte. Von 2008 bis 2011 war sie Präsidentin der Hugo Obermaier-Gesellschaft. 2010 habilitierte sie sich mit der Arbeit „Geistige Welt der Steinzeiten“ im Fach Ur- und Frühgeschichte, seitdem ist sie Universitätsdozentin an der Universität Wien. Seit 2012 ist sie korrespondierendes Mitglied der Österreichischen Akademie der Wissenschaften im Inland.
Sie ist die Witwe des 2002 verstorbenen Prähistorikers Johannes-Wolfgang Neugebauer.

## Forschungsschwerpunkte
Die Schwerpunkte der Grabungstätigkeit von Christine Neugebauer-Maresch lagen zunächst im Neolithikum, der Bronzezeit und der Archäologie des Mittelalters. Von 1986 bis 2003 wurde ihr die Leitung der Ausgrabung des Bundesdenkmalamtes am Fundplatz Stratzing übertragen, wo auf 1200 m² aurignacienzeitliche Siedlungsstrukturen untersucht wurden. 1988 wurde dabei die Venus vom Galgenberg gefunden, eine menschliche Reliefplastik und zugleich ältestes Kunstwerk auf dem Gebiet Österreichs.
Von 1999 bis 2004 leitete sie das Projekt und die archäologischen Rettungsgrabungen am jungpaläolithischen Fundplatz Hundssteig in Krems an der Donau. Von 2005 bis 2014 schlossen sich weitere Grabungen auf dem unweit gelegenen Fundplatz Krems-Wachtberg an. Hier wurden in den Jahren 2005 und 2006 bedeutende Bestattungen des Gravettiens geborgen. Seit 2000 leitet Christine Neugebauer-Maresch den Aufbau einer Fundortdatenbank „Quartärfundplätze Österreichs“ mit interdisziplinären Verknüpfungen und koordiniert die meisten Aktivitäten zur Pleistozänarchäologie im Osten Österreichs.

## Preise und Auszeichnungen
- 2009: Goldenes Ehrenzeichen für Verdienste um das Bundesland Niederösterreich
- 2017: Silbernes Ehrenzeichen für Verdienste um das Land Wien
- Ehrenring der Marktgemeinde Stratzing
- Ehrenmedaille in Gold der Marktgemeinde Nußdorf ob der Traisen
- Kulturpreis der Stadt Klosterneuburg

## Schriften (Auswahl)
- Zum Neufund einer weiblichen Statuette an der Aurignac-Station Stratzing/Krems-Rehberg, Niederösterreich. In: Germania. Band 67, 1989, S. 551–559.
- Zur altsteinzeitlichen Besiedlungsgeschichte des Galgenberges von Stratzing/Krems - Rehberg. In: Archäologie Österreichs. Mitteilungen der Österreichischen Gesellschaft für Ur- und Frühgeschichte. Band 18/4, 1993, S. 10 ff. ISSN 1018-1857
- mit Eva Lenneis und Elisabeth Ruttkay: Jungsteinzeit im Osten Österreichs. Verlag Niederösterreichisches Pressehaus, 1995.
- als Hrsg.: Krems-Hundssteig – Mammutjägerlager der Eiszeit. Ein Nutzungsareal paläolithischer Jäger- und Sammler(innen) vor 41.000–27.000 Jahren. mit Beiträgen von Christine Neugebauer-Maresch, Ernst Bauernfeind, Otto Cichocki, Thomas Einwögerer, Florian Fladerer, Christa Frank, Marc Händel, Monika Krammer, Robert Peticzka, Gernot Rabeder, Tina Salcher-Jedrasiak, Ulrich Simon, Peter Stadler, Leif Steguweit und Brigitte Urban. (= Mitteilungen der Prähistorischen Kommission der ÖAW. Band 67). Wien 2008, ISBN 978-3-7001-3881-5.
- mit Linda Owen (Hrsg.): New Aspects of the Central and Eastern European Upper Palaeolithic – methods, chronology, technology and subsistence. (= Mitteilungen der Prähistorischen Kommission der ÖAW. Band 72). Wien 2010, ISBN 978-3-7001-6762-4.
- mit Thomas Einwögerer, Ulrich Simon und Marc Händel: Der „Grabungskeller“ vom Wachtberg in Krems – ein Unikat für die Forschung. In: Archäologie Österreichs. 23/1, 2012, S. 2–7.
- mit Eva Lenneis: Kleinhadersdorf, Introduction. In: P. Bickle, A. Whittle (Hrsg.): The first farmers of central Europe. Oxbow Books, Oxford 2013, S. 170–180.
- mit Thomas Einwögerer, Marc Händel, Ulrich Simon und Anja Masur: Upper Palaeolithic occupation in the Wachtberg area of Krems: The evidence of surveys, sections and core samples. In: Quaternary International. Band 351, 2014, S. 50–66. doi:10.1016/j.quaint.2014.01.011